# 合志市立南ヶ丘小学校
合志市立南ヶ丘小学校（こうししりつ みなみがおかしょうがっこう）は、熊本県合志市にある公立小学校。

## 沿革
- 1984年4月1日 - 合志南小から分離し、合志町立南ヶ丘小学校として開校。
- 2006年2月27日 - 合志市の発足に伴い、合志市立南ヶ丘小学校に改称。

## 著名な出身者
- 森田麻実子 - バレーボール選手